# Бондройт, Фриц
Фриц Бондройт (26 марта 1912 года, Херфорд, Германия — 19 сентября 1974 года) — бывший немецкий каноист. Принимал участие в соревнованиях по гребле на байдарках и каноэ в 1930-х годах. Участник летних Олимпийских игр 1936 года.

## Спортивные достижения
Фриц Бондройт выступал за немецкий каноэ клуб Herford. В начале своей спортивной карьеры в 1934 и в 1935 году он выиграл чемпионат Германии по гребле на байдарках и каноэ, выступая на каноэ-двойке с напарником Эвальдом Тилкером на дистанции 1000 метров.
На чемпионате Европы в 1934 году в Копенгагене Бондройт также был первым в этой дисциплине. В 1935 году Тилкер и Бондройт снова первые в дисциплине К-2 на дистанции 1000 метров, но в 1936 году проиграли спортсменам Вилли Хорну и Эриху Ханишу, заняв второе место.
Фриц Бондройт принимал участие в соревнованиях по гребле и каноэ на летних летних Олимпийских играх 1936. На Олимпиаде он завоевал серебряную медаль в дисциплине К-2 на дистанции 1000 метром со своим напарником Эвальдом Тилкером.